# Cradle of Filth
Cradle of Filth este o formație engleză de metal extrem, fondată în Suffolk, Anglia în anul 1991. Stilul muzical al formației a evoluat de la black metal la gothic metal, symphonic black metal și alte genuri de metal extrem. Temele versurilor și imagistica lor sunt puternic influențate de literatura, poezia și mitologia gotică precum și de filmele horror.

## Istorie

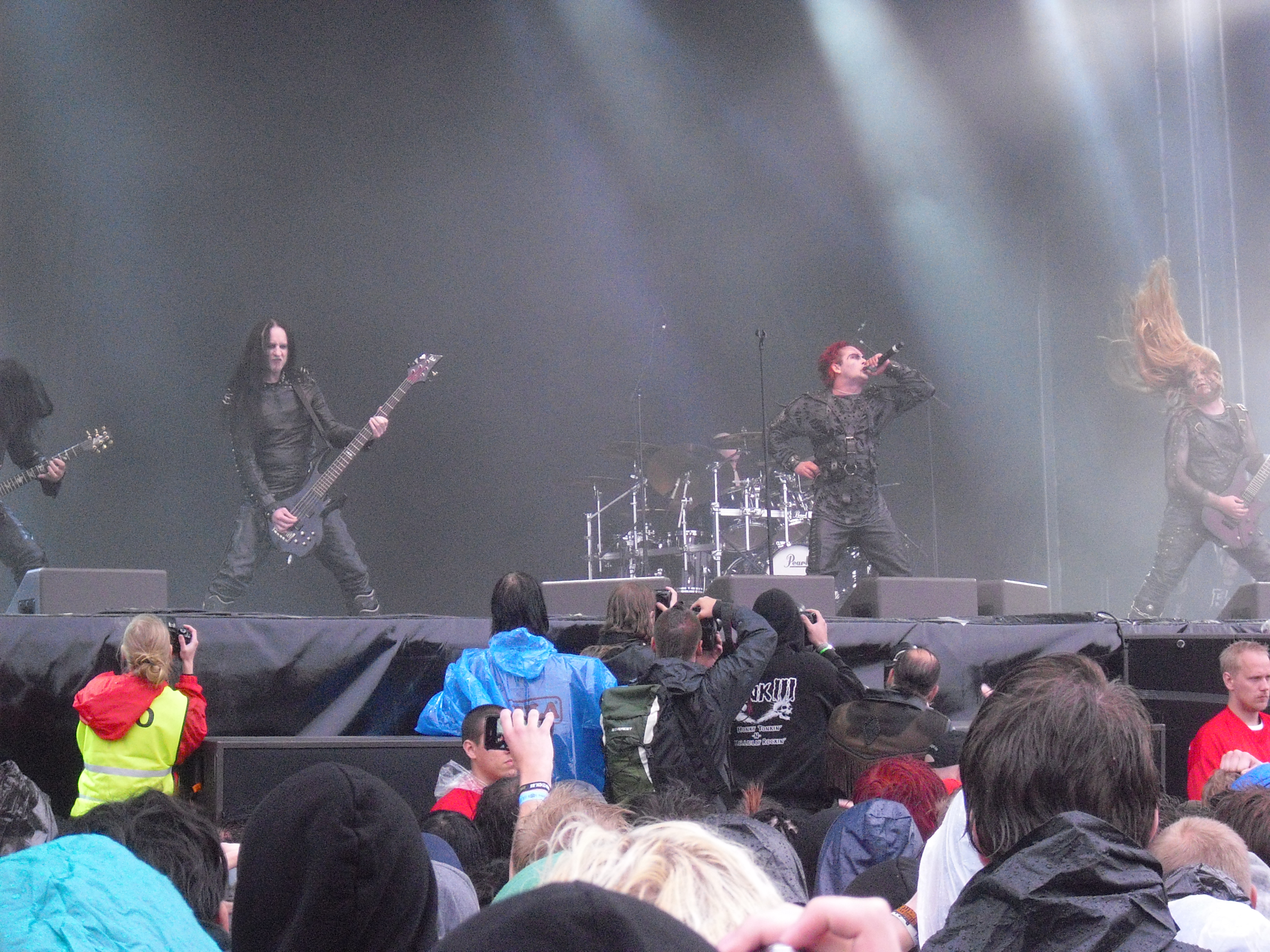
Cradle of Filth evoluând live la Festivalul Metaltown în iunie 2011

Formată în 1991 în Anglia, formația de black metal Cradle of Filth a petrecut doi ani de zile realizând demo-uri precum :
- Invoking The Unclean.
- Orgiastic Pleasures.
- Total Fucking Darkness.

Uneori au fost percepuți ca fiind o trupa satanistă deoarece versurile melodiilor aveau referire la satanism. Având în vedere sondajul facut de revista „Metal Hammer” sunt cea mai de succes formatie britanica de la Iron Maiden pana in zilele noastre. În anul în care au reușit să-și facă debutul, 1994, cu The Principle of Evil Made Flesh, alinierea cântăreților ducea la un număr de 6, după cum urmează:
Daniel Davey (vocalist), Paul Ryan (chitară), Robin Eaglestone (bas), Paul Allender (chitară), Benjamin Ryan (clape) și Nicholas Barker (baterie). Albumul i-a pus pe cei șase in topul piramidei stilului de black metal melodic.
Cu un nou clapetist și un vocalist-chitarist, Stuart Anstis, trupa a lansat mini-albumul de șase cântece denumit Vampire or Dark Faerytales in Phallestein in 1996 mai mult din obligații contractuale, urmând apoi piesa de rezistență Dusk and Her Embrace în 1997. Combinând heavy metal cu progressive-rock, ei au obținut un gen de "gothic" care aduce aminte de King Crimson mai mult decât Venom.
După multe amânări, certuri, trupa lansează în 1998 Cruelty and the Beast și primul lor single From The Cradle to Enslave în 1999.
În 2000, respectiv 2001, talentul trupei se va vedea în Midian și Bitter Suites to Succubi. Lovercraft and Witch Hearts vine cu o antologie de două CD-uri în 2002. Damnation And A Day - semnalează întoarcerea trupei la heavy-metal, însă o versiune mai ușoară de această dată. Nymphetamine lansat în 2004 ramâne însă la "ceea ce pot realiza ei mai bine", uitând de elementul pop din toate cântecele sale.
În 2007 au cântat la Stufstock 5 Green Fest în Vama Veche. Interviu video exclusiv cu Cradle Of Filth la Stufstock 5

## Membrii formației
- Dani Filth – vocal
- Paul Allender – chitară electrică
- Daniel Firth – chitară bas
- James McIlroy – chitară
- Martin Skaroupka – baterie

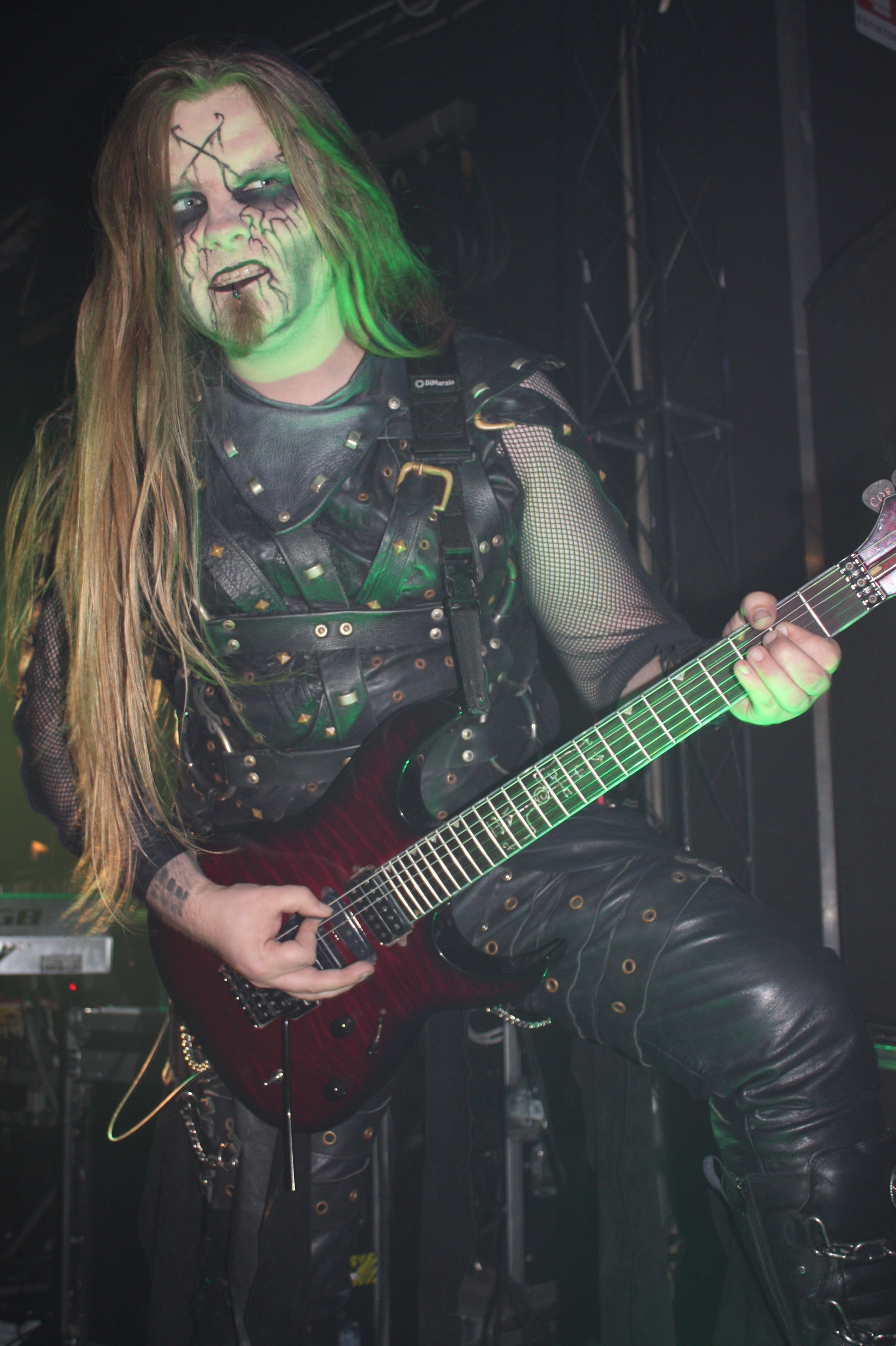
James McIlroy.

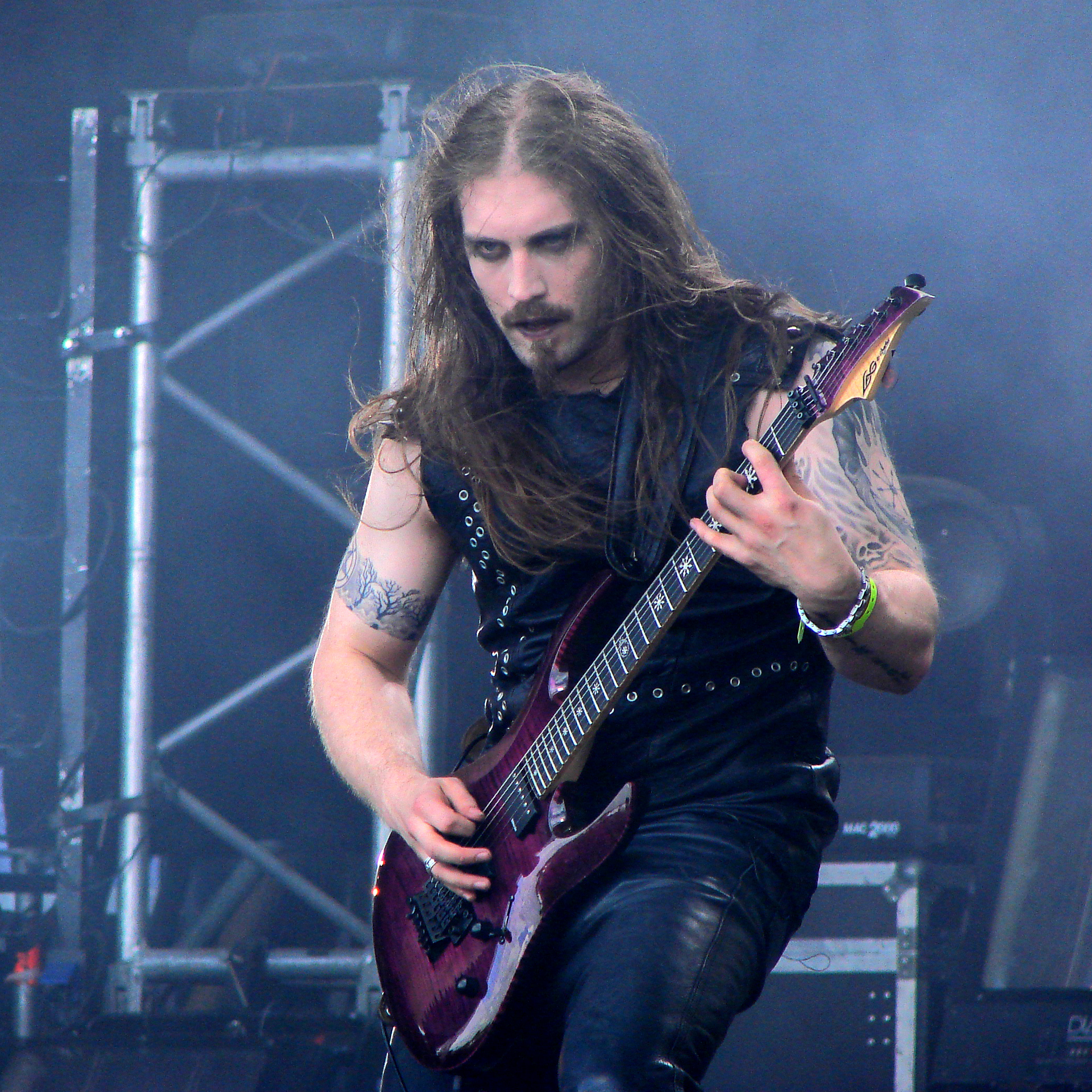
Charles Hedger, chitaristul din 2006-2008

- Lindsay Schoolcraft – clape și vocal live

## Discografie

### Demo-uri
- A Pungent And Sexual Miasma (live)
- Invoking The Unclean
- Orgiastic Pleasures
- Total Fucking Darkness
- The Black Goddess Rises

### Albume de studio
- The Principle of Evil Made Flesh (1994)
- Dusk... and Her Embrace (1996)
- Cruelty and the Beast (1998)
- Midian (2000)
- Damnation and a Day (2003)
- Nymphetamine (2004)
- Thornography (2006)
- Godspeed on the Devil's Thunder (2008)
- Darkly, Darkly, Venus Aversa (2010)
- The Manticore and Other Horrors (2012)
- Hammer of the Witches (2015)
- Cryptoriana - The Seductiveness of Decay (2017)
- Existence Is Futile  (2021)
- The Screaming Of The Valkyries (2025)

### EP-uri & Single-uri
- V Empire (or dark faerytales in phallustein) 1996 (Cacophonus Records)
- From The Cradle To Enslave 1999 (Music For Nations)
- No Time To Cry Promo Sampler 2002 (Abracadava)
- Nymphetamine - Songs from (6 Track unmixed press sampler) 2004 (Roadrunner Records)
- 3 Song Sampler U.S. Nymphetamine tour Promo only 2004 (Roadrunner Records)
- Devil Woman U.K. Nymphetamine tour Promo only 2005 (Roadrunner Records)
- Thornography Promo only 2006 (Roadrunner Records)

### Bootleg-uri
- Live in Penafiel, Portugal (Bootleg)
- Sodomizing the Virgin Vamps (Bootleg) (1997)
- Live In Berlin '95 (Bootleg) (1997)
- Haunted Shores of Europe (Bootleg)
- I Raped The Virgin Mary and Hung... (Bootleg) (1997)
- Vempire Invasion (bootleg) (1999)
- Live at Wacken '99 (Bootleg)
- Live at the Dynamo '99 (Bootleg)
- The Princess Of Darkness (Bootleg) (1999)
- Vamperotica - Songs From The Other Side (Bootleg) (2000)
- Live at Hard Club Gaia (Bootleg)
- Venus In Fear (Bootleg) (1999)
- The Beginning of Filthness (Bootleg)( 2000)
- Raredaemonaeon (Bootleg) (2000)
- Live Abortion (Bootleg) (2000)
- The Evil's Bitter Sweet (Bootleg) (2001)
- Heavy Left Handed and Candid (Bootleg) (2002)
- Damnation and a Day Tour 2003 (Bootleg) (2003)
- The Rotten Stench of Early Days When We Raped Dead Angels (Bootleg)
- Life is Your Sacrifice (Bootleg)
- Rock Am Rising 2006 (Bootleg)

### Video-uri
- Pandaemonaeon (DVD și VHS) (1999)
- Heavy Left-Handed and Candid (DVD) (2001)
- Mannequin (DVD) (2003)
- Babalon AD (So Glad for the Madness) (DVD) (2003)
- Peace Through Superior Firepower (DVD) (2005)